# Siphonariidae
Siphonariidae  (лат.) — семейство моллюсков из подкласса лёгочных улиток.

## Описание
Это маленькие или средних размеров морские моллюски с асимметричной блюдцеобразной раковиной, живущие в солёной воде. В ископаемом состоянии известны из отложений верхнего мела (139,8 — 132,9 млн лет). Дышат при помощи лёгких, а не жабр, и являются родственными пресноводным улитками, таким как Lymnaea.

## Систематика
- Benhamina Finlay, 1927 (только один вид Benhamina obliquata)
- Kerguelenella Powell, 1946
- Siphonaria G. B. Sowerby I, 1823
- Williamia Monterosato, 1884
- Trimusculus Schmidt, 1818